# Americominella perminuta
Americominella perminuta là một loài ốc biển, là động vật thân mềm chân bụng sống ở biển trong họ Eosiphonidae.